# Bengt Erland Fogelberg
Bengt Erland Fogelberg (Göteborg, 8 agosto 1786 – Trieste, 22 dicembre 1854) è stato uno scultore svedese.

## Vita
Nato a Göteborg da una famiglia di artigiani, si trasferì in giovane età a Stoccolma per affinare la conoscenza delle tecniche dell'artigianato ma finì per intraprendere studi artistici.
Nel 1819, a seguito dell'ottenimento di una pensione per poter studiare all'estero, lasciò la Svezia: si trasferì prima a Parigi, per due anni, poi si spostò a Roma, dove si stabilì per il resto della sua vita aprendo uno studio in Via del Babuino.
Nel corso della sua vita rientrò in patria solo per brevi periodi, quando lasciò la Svezia era un giovane scultore poco conosciuto e molto vicino ad alcuni artisti le cui idee erano viste con sospetto anche a livello politico, tuttavia il suo lavoro all'estero gli procurò una fama crescente e la fiducia del sovrano che divenne uno dei suoi maggiori committenti. Nel 1854 rientrò in patria per l'ultima volta, qui fu accolto con grandi onori e fu insignito dal re di una prestigiosa onorificenza, tuttavia non vi restò a lungo e nello stesso anno, mentre era in viaggio per rientrare a Roma, morì a Trieste a causa di un improvviso colpo apoplettico.
Le sue spoglie furono riportate in Svezia e sepolte al cimitero Östra kyrkogården di Göteborg.

## Stile e opere

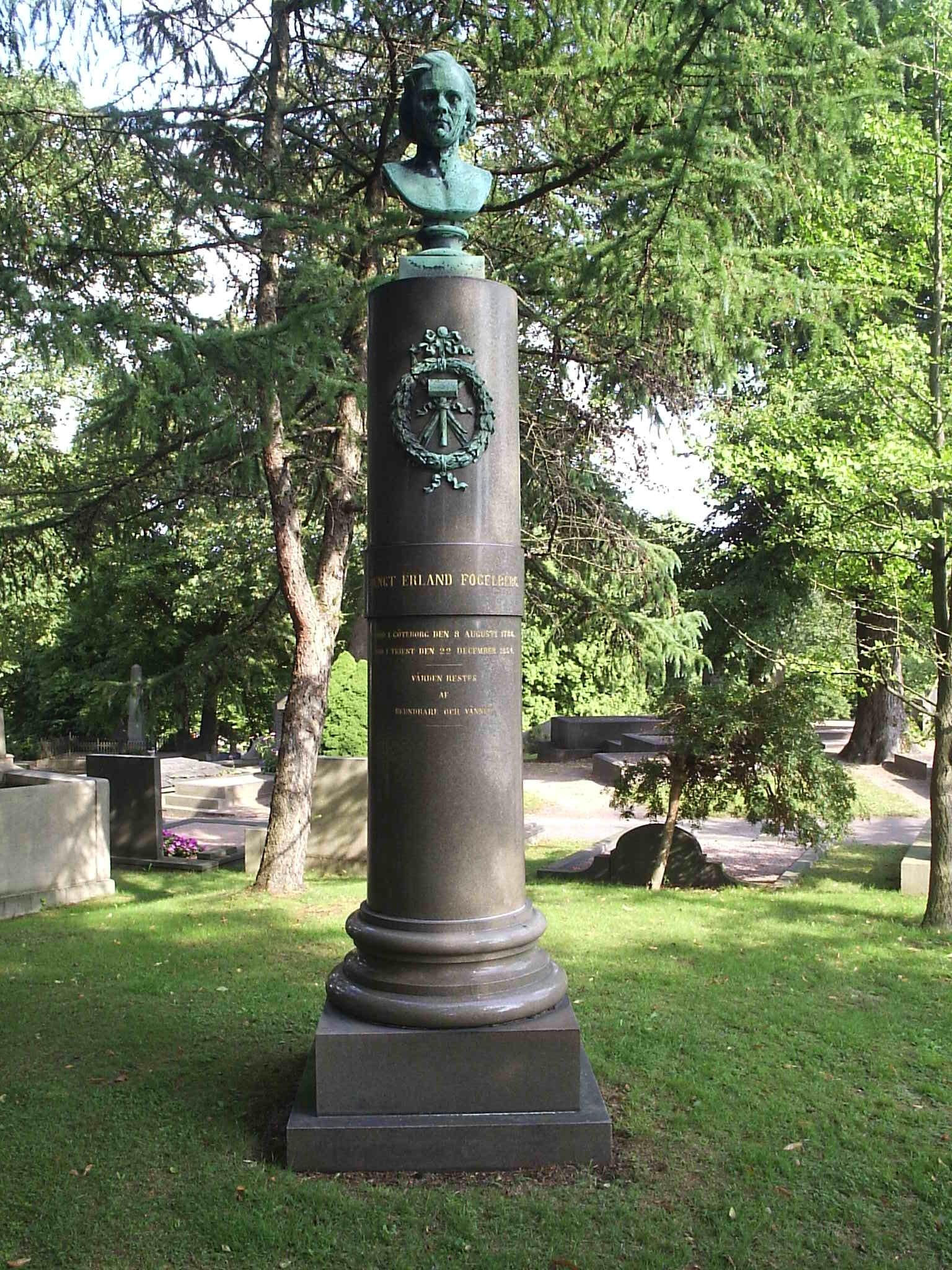
Monumento funebre di B.E. Fogelberg presso l'Östra kyrkogården.

Durante i suoi anni di formazione a Stoccolma fu fortemente influenzato da Johan Tobias Sergel e da Carl Frederik von Breda, suo professore, entrambi strenui oppositori dell'ambiente ideologico che guidava l'Accademia in quel periodo. In virtù del suo rifiuto di aderire alla corrente di pensiero dominante in seno all'Accademia alla prima occasione propizia si allontanò dalla Svezia per proseguire i suoi studi all'estero.
Durante il soggiorno parigino i suoi maestri furono Pierre-Narcisse Guérin, con il quale studiò la tecnica di disegno, e François Joseph Bosio, con cui studiò le tecniche di modellazione.
Un momento molto importante della sua vita artistica fu quando venne a conoscenza del dibattito alimentato dalla Società gotica (Götiska Förbundet) sulla rappresentazione di argomenti legati alla mitologia norrena, rimanendone affascinato. Fino a quel momento tutte le sue opere erano di chiara impronta neoclassica e avevano come tema la mitologia greco-romana, le nuove idee con cui venne a contatto lo influenzarono profondamente e lo indirizzarono verso quello che sarebbe diventato il suo stile personale. Nel 1817 presentò ad un concorso istituito dalla Società gotica gli schizzi per la realizzazione di tre statue in marmo raffiguranti Odino, Thor e Freyr, questi bozzetti attirarono l'attenzione del re Carlo XIV di Svezia che manifestò all'artista il desiderio di realizzare le statue.
Nel periodo del suo arrivo a Roma spiccava la figura di Johan Niclas Byström, scultore svedese intorno al quale si raccoglieva la comunità degli artisti scandinavi presenti in città, tuttavia Fogelberg evitò sempre di frequentare quel circolo in quanto disprezzava l'opera di Byström e lo riteneva suo concorrente ed avversario. La prima opera realizzata in Italia fu una statua intitolata Mercurio, l'assassino di Argo (Merkurius Argusdödaren), che ricevette grandi elogi quando successivamente nel 1826 fu esposta a Stoccolma, aumentando notevolmente la fama dell'artista in patria.
Nel 1830 re Carlo XIV finalmente incaricò Fogelberg della realizzazione di una statua marmorea di Odino in grande formato basata sui bozzetti presentati anni prima che tanto avevano impressionato il sovrano. Il progetto dell'artista prevedeva che il soggetto della sua raffigurazione fosse ritratto seduto, come simbolo di saggezza, ma la richiesta del committente fu quella di una rappresentazione in piedi in posa da guerriero. Una delle fonti di ispirazione dell'opera fu la statua colossale di Marte esposta ai Musei capitolini, partendo da questa ispirazione di chiara impronta neoclassica Fogelberg tuttavia arrivò a realizzare un'opera che univa gli elementi della classicità greco-romana (posa, drappi) con dettagli tipici dell'arte nordica (ad esempio la decorazione dello scudo e della veste), egli diede alla sua opera uno stile nuovo e personale, con elementi distintamente nordici che riscosse grande approvazione in Svezia in quanto ritenuti maggiormente legati alla tradizione nazionale.
L'esito positivo della commissione gli valse un nuovo incarico sempre dal sovrano svedese il quale gli ordinò una statua di Carlo XIII, opera che l'artista portò a compimento nel 1834.
Nel corso degli anni 30 la sua produzione artistica si concentrò su temi classici: scolpì, sempre su commissione, una raffigurazione di Venere e Apollo, un Cupido trionfante e due gruppi di Amore e Psiche.
Nel 1839 il re ordinò la realizzazione anche degli altri due soggetti presenti nei bozzetti del 1817, tuttavia rispetto al progetto originale si decise di scolpire l'immagine di Baldr anziché quella di Freyr. Come per la precedente opera raffigurante Odino, l'artista prese spunto dalla classicità, evidente il richiamo alla figura di Ercole nella rappresentazione di Thor, ma solamente per rielaborare le figure in chiave personale. Le tre statue delle divinità norrene sono oggi esposte nel Museo nazionale di Stoccolma.
A partire dalla metà degli anni 40 lavorò a tre progetti importanti di grandi dimensioni: la statua equestre di Carlo XIV Giovanni di Svezia, la statua di Gustavo II Adolfo commissionata dalla città di Göteborg e la statua di Birger Jarl ordinata da alcuni ricchi cittadini di Stoccolma.

In particolare la statua di Gustavo Adolfo ebbe una storia travagliata: completato il progetto venne fusa in bronzo a Monaco di Baviera nel 1851 per poi essere trasportata sino in Svezia, tuttavia la nave sulla quale viaggiava affondò al largo di Helgoland. Ci vollero altri due anni per realizzarne una nuova nelle fonderie di Monaco e la statua arrivò a destinazione solo nel 1853. La copia originale venne in seguito recuperata dalle acque e acquistata dai cittadini di Brema che la esposero nella piazza Domsheide e lì rimase sino al 1942 quando venne smantellata al fine di recuperarne il metallo per le esigenze belliche.
La statua equestre di Carlo XIV posta nella Gamla Stan di Stoccolma, inaugurata nel 1854 dal sovrano Oscar I in occasione del quarantennale dell'unione tra Svezia e Norvegia, è considerata una delle opere più importanti di tutta la sua produzione ed è ancora oggi, dopo vari restauri e spostamenti, una delle attrazioni turistiche della città.

## Onorificenze
- Membro (dal 1832) e professore (dal 1839) della Reale Accademia delle Belle Arti[1]
- Membro corrispondente dell'Institut de France (1842)[1]
- Membro dell'Accademia nazionale di San Luca (1852)[1]
- Membro dell'Istituto archeologico germanico[1]

## Galleria d'immagini

Opere esposte al Museo nazionale
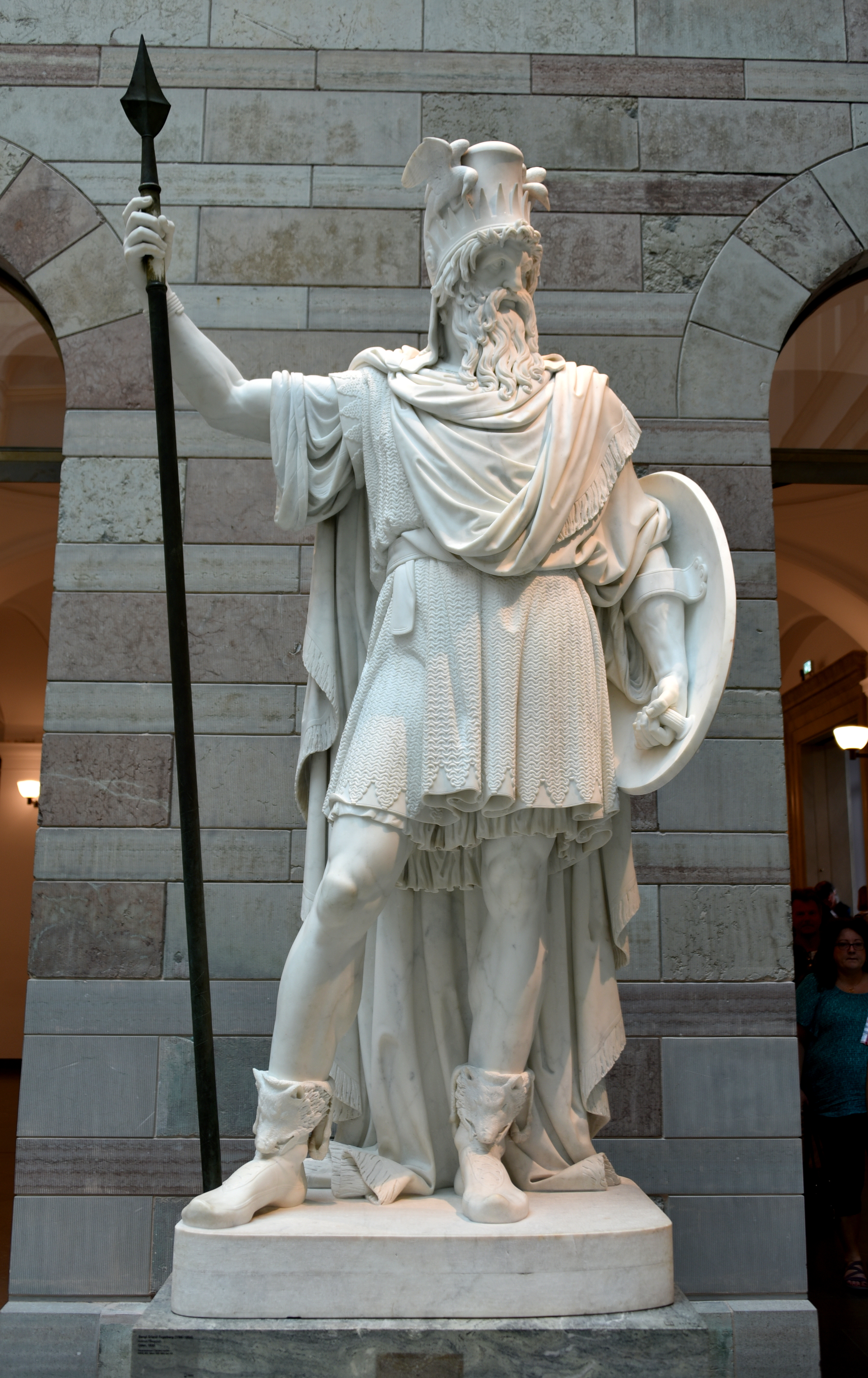
Odino (1830)
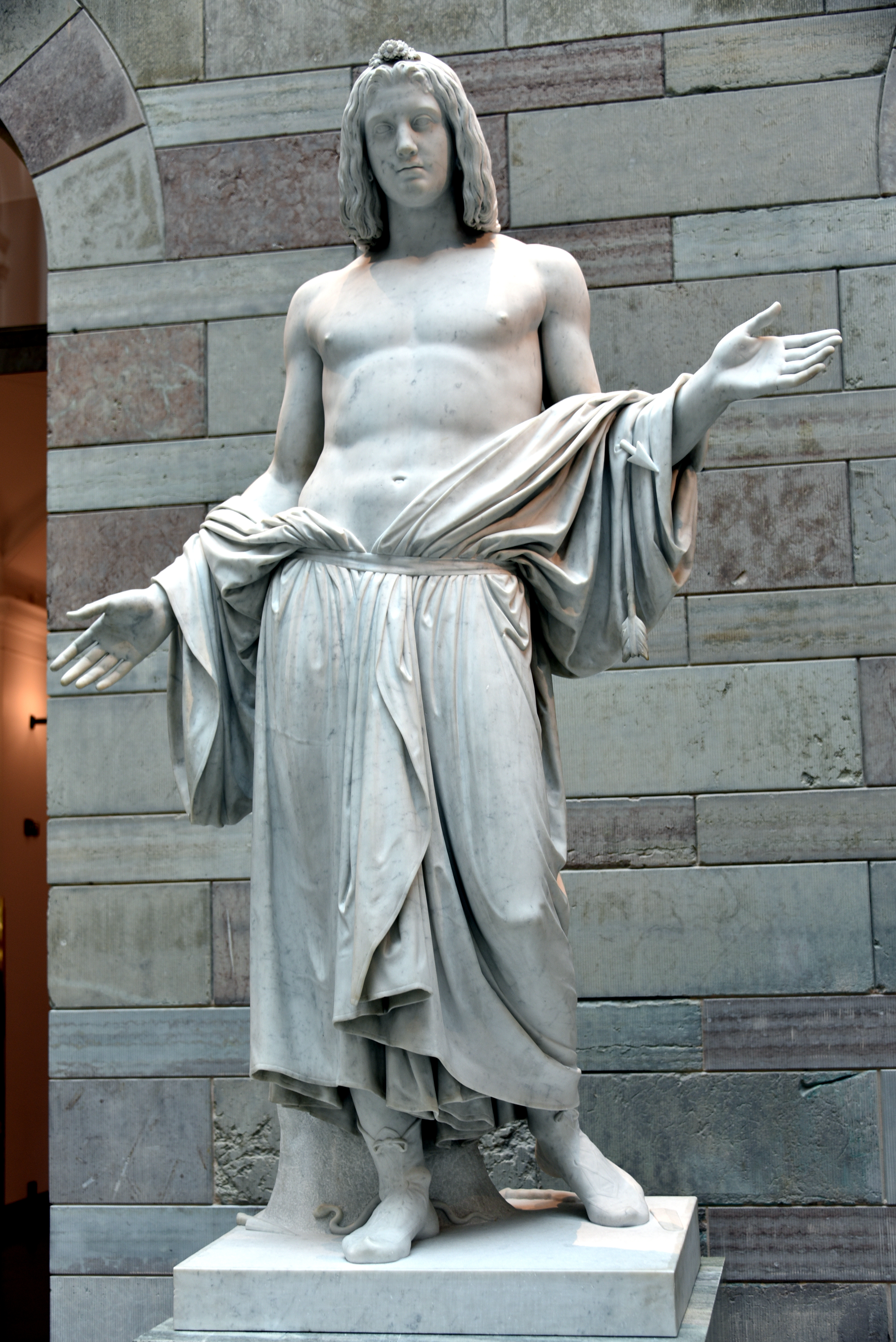
Baldr (1844)
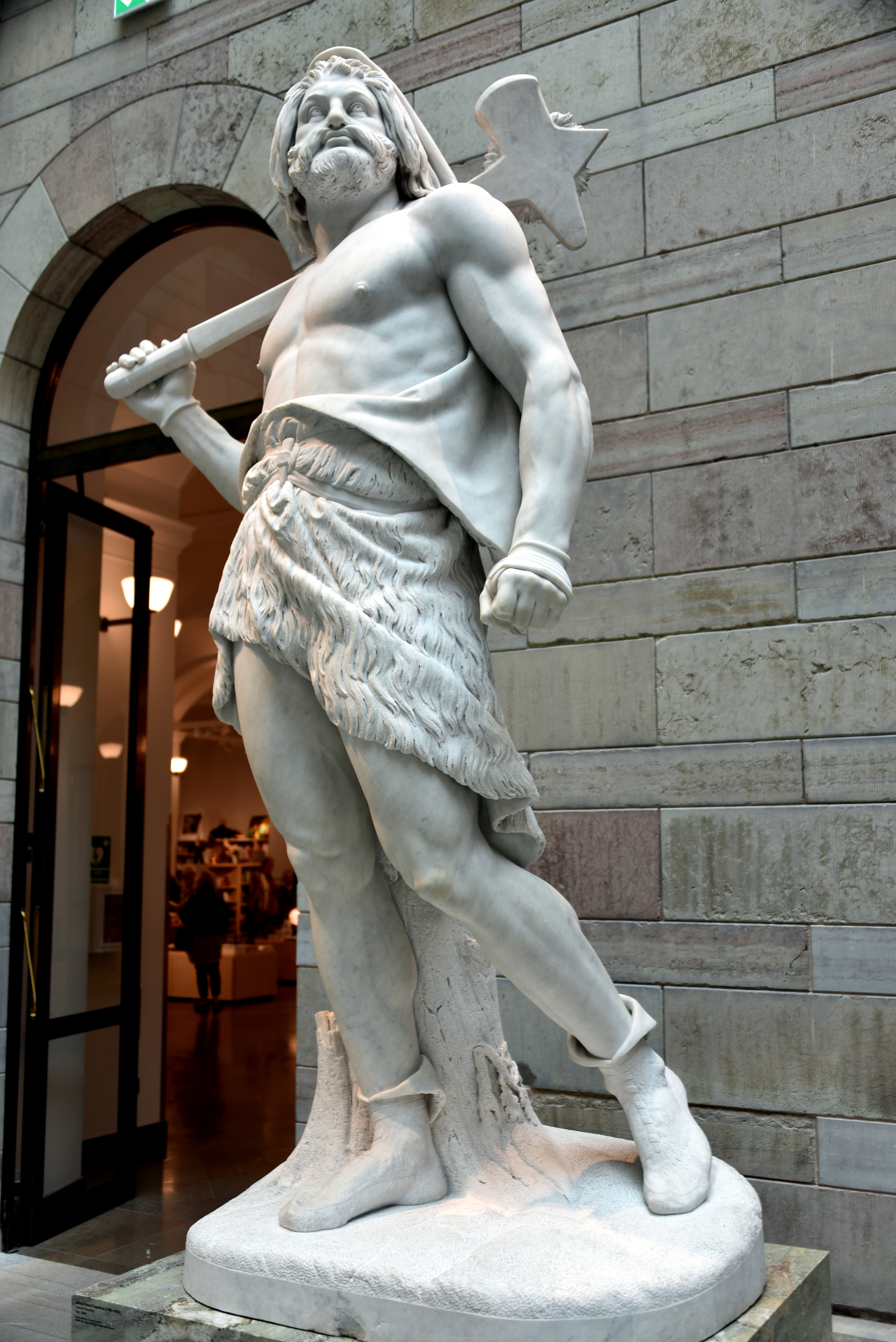
Thor (1844)

Statue monumentali in bronzo
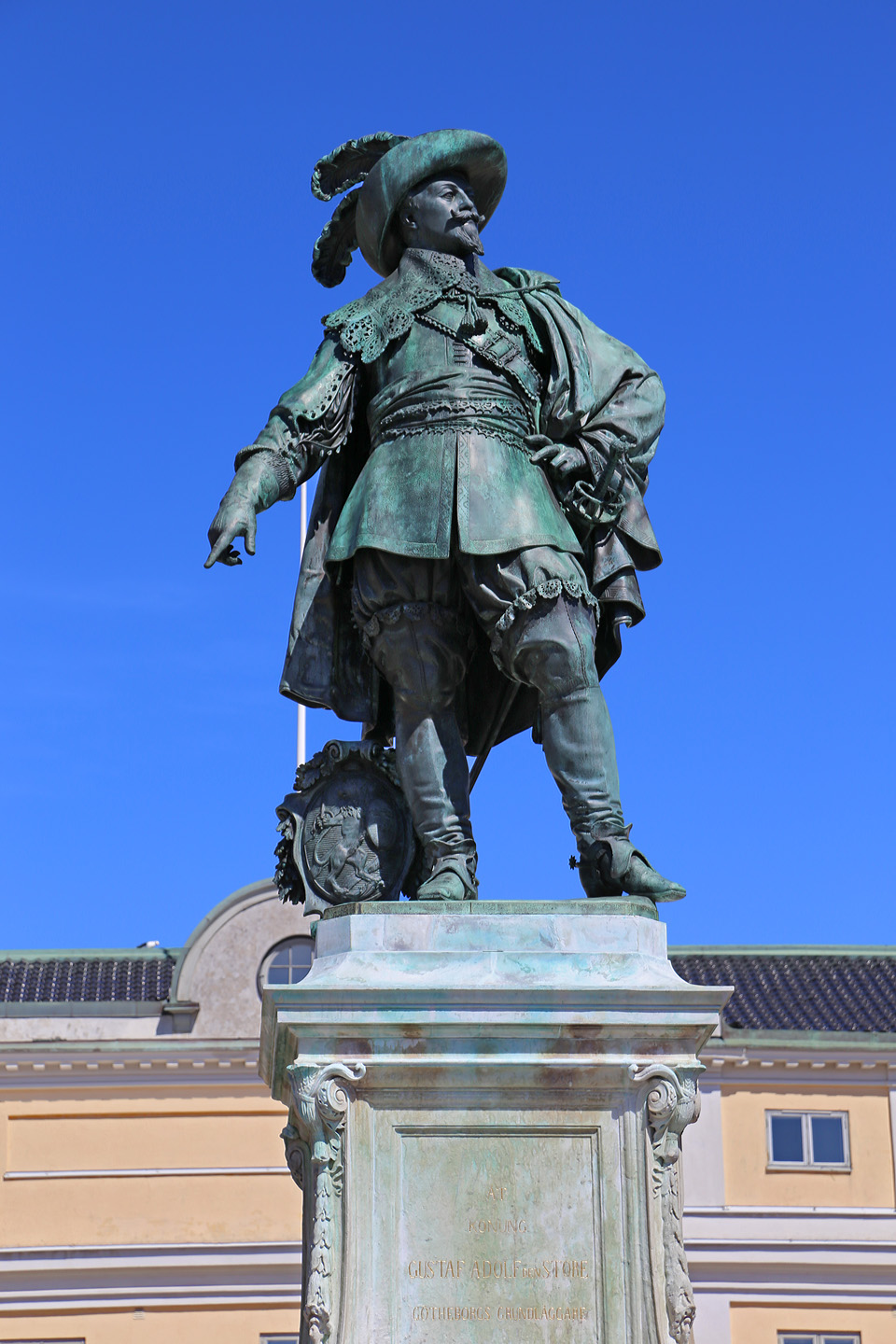
Gustavo Adolfo, Göteborg
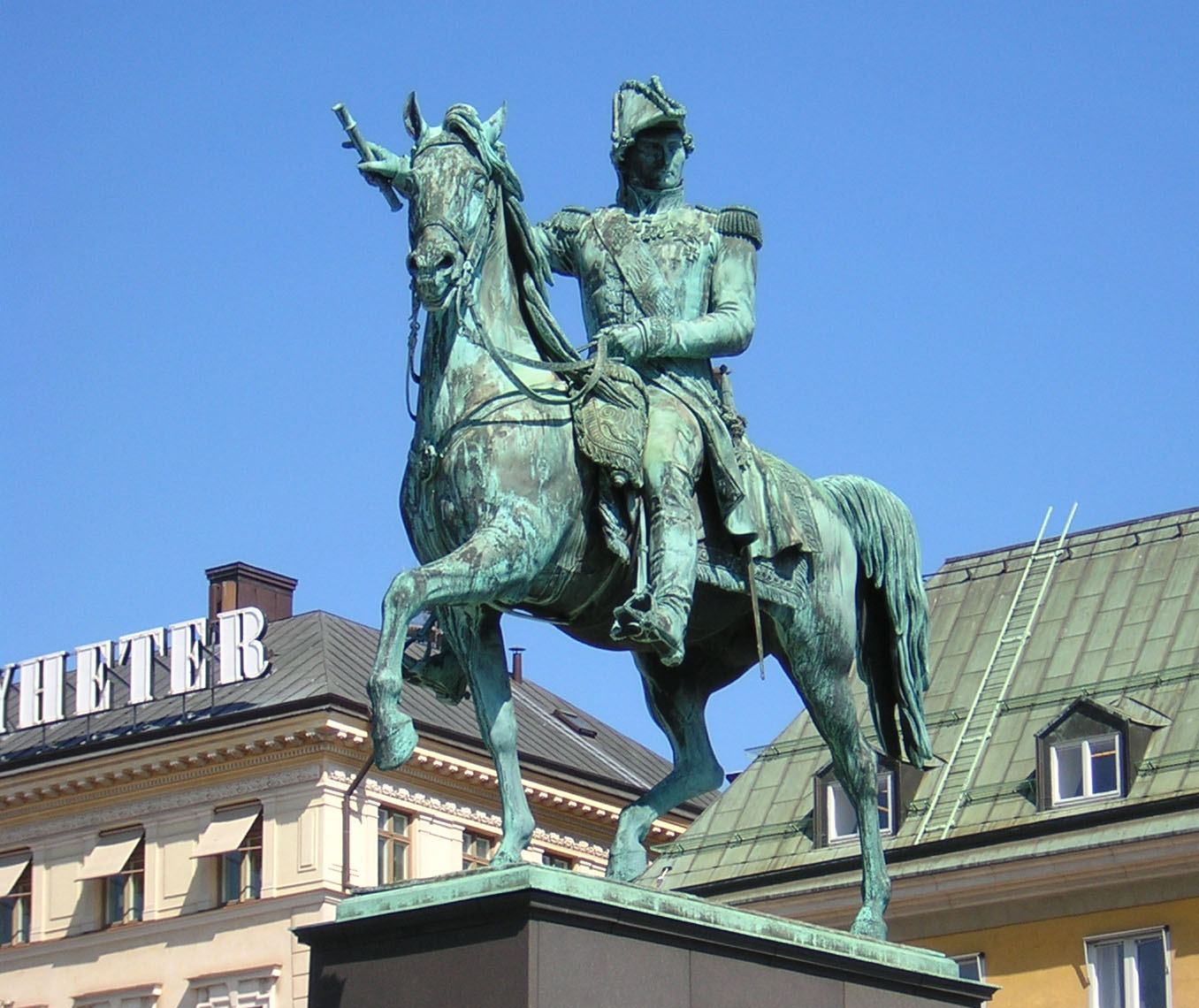
Carlo XIV Giovanni, Stoccolma
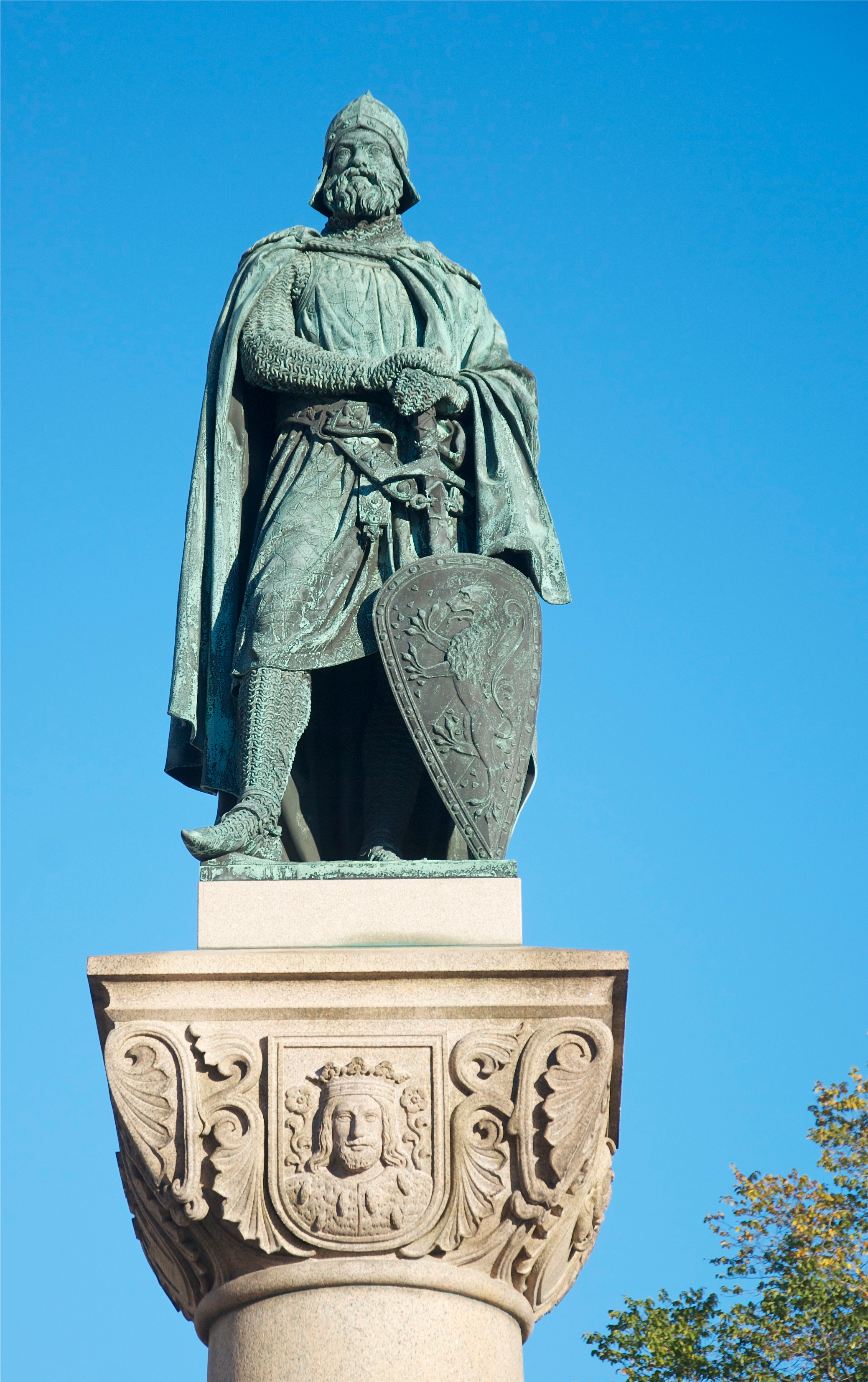
Birger Jarl, Stoccolma